# Tipula (Lunatipula) ruidoso
Tipula (Lunatipula) ruidoso is een tweevleugelige uit de familie langpootmuggen (Tipulidae). De soort komt voor in het Nearctisch gebied.